# Pallavolo Sirio Perugia 2003-2004
Questa voce raccoglie le informazioni riguardanti la Pallavolo Sirio Perugia nelle competizioni ufficiali della stagione 2003-2004.

## Stagione
La stagione 2003-04 è per la Pallavolo Sirio Perugia, sponsorizzata dalla Despar, è la quattordicesima, l'ottava consecutiva, in Serie A1; come allenatore viene confermato Massimo Barbolini, così come buona parte della rosa resta invariata, con le riconferme di Taismary Agüero, Mirka Francia, Simona Gioli, Dorota Świeniewicz e Paola Croce, mentre tra i nuovi acquisti quelli di Nancy Meendering, Katia Monteiro e Karina Ocasio.
Il primo trofeo della stagione è la Supercoppa italiana a cui la Pallavolo Sirio Perugia partecipa come detentore dello scudetto e della Coppa Italia, titoli entrambi conquistati nella stagione 2002-03: la sfida è contro l'Asystel Volley ed è proprio questa squadra che si aggiudica la competizione con una vittoria per 3-0.
Il campionato inizia con la vittoria sul Robursport Volley Pesaro, mentre la prima sconfitta arriva nella giornata successiva ad opera del Volley Bergamo: seguono quindi tre vittorie consecutive prima di un nuovo stop contro la Pallavolo Chieri; la strisce di successi prosegue fino al termine del girone di andata, se si eccettua un'altra sconfitta contro l'Asystel Volley, chiudendo al quarto posto in classifica. Nel girone di ritorno il club di Perugia ottiene le stesse vittorie e le stesse sconfitte come nel girone di andata, oltre ad un ulteriore insuccesso nell'ultima giornata contro la Nuova San Giorgio Pallavolo Sassuolo: chiude la regular season confermando il quarto posto in classifica. Nei quarti di finale dei play-off scudetto incontra il Giannino Pieralisi Volley: con una vittoria a testa le squadre arriva quindi a gara tre dove a spuntarla, con una vittoria al tie-break, sono le marchigiane.
Qualificata alla Coppa Italia come tutte le squadre partecipanti alla Serie A1 2003-04, debutta direttamente dai quarti di finale a seguito dei risultati raggiunti nell'annata precedente, che disputa contro il Giannino Pieralisi Jesi, vincendo al quinto set: in semifinale la sfida è contro il Volley Bergamo, il quale elimina le umbre grazie al 3-0 finale.
La vittoria dello scudetto e della Coppa Italia nella stagione 2002-03 consente alla Pallavolo Sirio Perugia di partecipare alla Champions League: la squadra supera la fase a gironi con il primo posto nel proprio raggruppamento, vincendo tutte le partite. Nei play-off a sei elimina l'altro club italiano, l'Asystel Volley, con una doppia vittoria, qualificandosi per la Final Four; con la vittoria per 3-0 in semifinale contro il Racing Club de Cannes, accede alla finale, che si gioca contro le padrone di casa del Club Voleibol Tenerife, le quali fanno loro la competizione, vincendo per 3-2.

## Organigramma societario
Area direttiva
- Presidente: Carlo Iacone

Area tecnica
- Allenatore: Massimo Barbolini
- Allenatore in seconda: Paolo Collavini
- Scout man: Giovanni Simoncini
- Assistente allenatore: Emanuele Sbano (dal 30 ottobre 2003)

Area sanitaria
- Medico: Michela Lorenzini
- Fisioterapista: Mauro Proietti

## Rosa
| N° | Nome               | Ruolo | Data di nascita   | Nazionalità sportiva |
| -- | ------------------ | ----- | ----------------- | -------------------- |
| 1  | Karina Ocasio      | S     | 1º agosto 1985    | Porto Rico           |
| 2  | Paola Croce        | L     | 6 marzo 1978      | Italia               |
| 3  | Dorota Świeniewicz | S     | 27 luglio 1972    | Polonia              |
| 5  | Marina Katić       | P     | 1º ottobre 1983   | Croazia              |
| 7  | Irina Kirillova    | P     | 15 maggio 1965    | Croazia              |
| 8  | Catia Ceppitelli   | C     | 26 settembre 1986 | Italia               |
| 8  | Laura Giombini     | S     | 4 gennaio 1989    | Italia               |
| 9  | Chiara Arcangeli   | L     | 14 febbraio 1983  | Italia               |
| 9  | Chiara Di Iulio    | S     | 5 maggio 1985     | Italia               |
| 10 | Simona Fogalesi    | P     | 27 febbraio 1974  | Italia               |
| 11 | Simona Gioli       | C     | 17 settembre 1977 | Italia               |
| 12 | Taismary Agüero    | S/O   | 5 marzo 1977      | Cuba                 |
| 13 | Mirka Francia      | S     | 14 febbraio 1975  | Cuba                 |
| 14 | Katia Monteiro     | P     | 13 luglio 1973    | Brasile              |
| 15 | Valeria Marletta   | C     | 11 maggio 1976    | Italia               |
| 18 | Nancy Meendering   | S/O   | 18 novembre 1978  | Stati Uniti          |

## Mercato
| Acquisti | Acquisti         | Acquisti                   | Acquisti   |
| R.       | Nome             | da                         | Modalità   |
| -------- | ---------------- | -------------------------- | ---------- |
| S        | Chiara Di Iulio  | Club Padova                | definitivo |
| P        | Simona Fogalesi  | Universal Carpi            | definitivo |
| S        | Laura Giombini   | ?                          | definitivo |
| C        | Valeria Marletta | Universal Carpi            | definitivo |
| S/O      | Nancy Meendering | Indias de Mayagüez         | definitivo |
| P        | Katia Monteiro   | ?                          | definitivo |
| S        | Karina Ocasio    | Conquistadoras de Guaynabo | definitivo |

| Cessioni | Cessioni                 | Cessioni  | Cessioni   |
| R.       | Nome                     | a         | Modalità   |
| -------- | ------------------------ | --------- | ---------- |
| P        | Eleonora Bartoccini      | ?         | definitivo |
| S        | Cristina Flamigni        | ?         | definitivo |
| S        | Cristina Flamini         | ?         | definitivo |
| S        | Elisabetta Gilioli       | Curtatone | definitivo |
| S        | Ol'ga Potašova           | Fakel     | definitivo |
| S        | Maria del Rosario Romanò | Altamura  | definitivo |

## Risultati

### Serie A1

#### Girone di andata
| 1ª giornata - 4 ottobre 2003 PalaEvangelisti, Perugia              | Sirio Perugia        | 3 - 0 | Robursport Pesaro  | 25-17, 25-14, 25-17               |
| 2ª giornata - 8 ottobre 2003 PalaNorda, Bergamo                    | Bergamo              | 3 - 2 | Sirio Perugia      | 25-22, 25-17, 22-25, 22-25, 15-10 |
| 3ª giornata - 12 ottobre 2003 PalaEvangelisti, Perugia             | Sirio Perugia        | 3 - 0 | Modena             | 25-12, 25-18, 25-15               |
| 4ª giornata - 19 ottobre 2003 PalaDeAndrè, Ravenna                 | Olimpia Ravenna      | 2 - 3 | Sirio Perugia      | 25-22, 15-25, 25-20, 23-25, 10-15 |
| 5ª giornata - 23 novembre 2003 PalaEvangelisti, Perugia            | Sirio Perugia        | 3 - 1 | Reggio Emilia      | 25-22, 19-25, 25-20, 25-23        |
| 6ª giornata - 26 novembre 2003 PalaEvangelisti, Perugia            | Sirio Perugia        | 0 - 3 | Chieri             | 19-25, 22-25, 23-25               |
| 7ª giornata - 30 novembre 2003 Palasport Città di Vicenza, Vicenza | Vicenza              | 0 - 3 | Sirio Perugia      | 23-25, 17-25, 21-25               |
| 8ª giornata - 7 dicembre 2003 PalaEvangelisti, Perugia             | Sirio Perugia        | 3 - 2 | Giannino Pieralisi | 25-22, 22-25, 27-25, 23-25, 17-15 |
| 9ª giornata - 14 dicembre 2003 PalaGalassi, Forlì                  | Forlì                | 2 - 3 | Sirio Perugia      | 22-25, 25-22, 25-23, 16-25, 21-23 |
| 10ª giornata - 21 dicembre 2003 PalaEvangelisti, Perugia           | Sirio Perugia        | 1 - 3 | Asystel            | 23-25, 25-19, 25-27, 22-25        |
| 11ª giornata - 18 gennaio 2004 PalaPaganelli, Sassuolo             | San Giorgio Sassuolo | 0 - 3 | Sirio Perugia      | 10-25, 19-25, 19-25               |

#### Girone di ritorno
| 12ª giornata - 25 gennaio 2004 PalaDionigi, Sant'Angelo in Lizzola | Robursport Pesaro  | 0 - 3 | Sirio Perugia        | 19-25, 21-25, 20-25               |
| 13ª giornata - 1º febbraio 2004 PalaEvangelisti, Perugia           | Sirio Perugia      | 0 - 3 | Bergamo              | 18-25, 24-26, 26-28               |
| 14ª giornata - 8 febbraio 2004 PalaPanini, Modena                  | Modena             | 2 - 3 | Sirio Perugia        | 25-21, 23-25, 19-25, 25-18, 7-15  |
| 15ª giornata - 11 febbraio 2004 PalaEvangelisti, Perugia           | Sirio Perugia      | 3 - 1 | Olimpia Ravenna      | 23-25, 25-22, 28-26, 25-17        |
| 16ª giornata - 15 febbraio 2004 PalaBigi, Reggio nell'Emilia       | Reggio Emilia      | 0 - 3 | Sirio Perugia        | 19-25, 25-27, 19-25               |
| 17ª giornata - 29 febbraio 2004 PalaMaddalene, Chieri              | Chieri             | 3 - 0 | Sirio Perugia        | 25-23, 25-17, 27-25               |
| 18ª giornata - 7 marzo 2004 PalaEvangelisti, Perugia               | Sirio Perugia      | 3 - 1 | Vicenza              | 25-21, 13-25, 25-21, 25-22        |
| 19ª giornata - 10 marzo 2004 PalaTriccoli, Jesi                    | Giannino Pieralisi | 2 - 3 | Sirio Perugia        | 21-25, 19-25, 25-20, 25-23, 13-15 |
| 20ª giornata - 14 marzo 2004 PalaEvangelisti, Perugia              | Sirio Perugia      | 3 - 1 | Forlì                | 25-22, 25-18, 23-25, 25-15        |
| 21ª giornata - 17 marzo 2004 PalaDalLago, Novara                   | Asystel            | 3 - 0 | Sirio Perugia        | 25-15, 25-19, 25-23               |
| 22ª giornata - 24 marzo 2004 PalaEvangelisti, Perugia              | Sirio Perugia      | 1 - 3 | San Giorgio Sassuolo | 26-24, 21-25, 20-25, 23-25        |

#### Play-off scudetto
| Quarti di finale (gara 1) - 27 marzo 2004 PalaTriccoli, Jesi       | Giannino Pieralisi | 3 - 2 | Sirio Perugia      | 28-26, 24-26, 19-25, 25-14, 15-12 |
| Quarti di finale (gara 2) - 30 marzo 2004 PalaEvangelisti, Perugia | Sirio Perugia      | 3 - 2 | Giannino Pieralisi | 30-28, 22-25, 16-25, 25-21, 15-12 |
| Quarti di finale (gara 3) - 31 marzo 2004 PalaEvangelisti, Perugia | Sirio Perugia      | 2 - 3 | Giannino Pieralisi | 22-25, 25-21, 25-21, 22-25, 15-17 |

### Coppa Italia

#### Fase a eliminazione diretta
| Quarti di finale - 18 febbraio 2004 PalaNorda, Bergamo | Sirio Perugia | 3 - 2 | Giannino Pieralisi | 25-23, 26-28, 25-22, 21-25, 16-14 |
| Semifinali - 21 febbraio 2004 PalaNorda, Bergamo       | Bergamo       | 3 - 0 | Sirio Perugia      | 25-13, 25-14, 25-19               |

### Supercoppa italiana

#### Fase a eliminazione diretta
| Finale - 3 dicembre 2003 PalaLoBello, Siracusa | Sirio Perugia | 0 - 3 | Asystel | 22-25, 16-25, 19-25 |

### Champions League

#### Fase a gironi
| 1ª giornata - 21 gennaio 2004 Dom Odbojke Stranić, Zagabria    | HAOK Mladost  | 0 - 3 | Sirio Perugia | 16-25, 18-25, 21-25               |
| 2ª giornata - 28 gennaio 2004 PalaEvangelisti, Perugia         | Sirio Perugia | 3 - 1 | Eczacıbaşı    | 25-20, 14-25, 25-23, 25-16        |
| 3ª giornata - 29 gennaio 2004 PalaEvangelisti, Perugia         | Sirio Perugia | 3 - 0 | HAOK Mladost  | 25-20, 25-14, 25-18               |
| 4ª giornata - 4 febbraio 2004 Eczacıbaşı Spor Salonu, Istanbul | Eczacıbaşı    | 2 - 3 | Sirio Perugia | 25-22, 25-22, 25-27, 20-25, 14-16 |

#### Fase a eliminazione diretta
| Play-off a 6 (andata) - 24 febbraio 2004 PalaEvangelisti, Perugia           | Sirio Perugia | 3 - 0 | Asystel       | 25-22, 26-24, 29-27              |
| Play-off a 6 (ritorno) - 3 marzo 2004 PalaDalLago, Novara                   | Asystel       | 1 - 3 | Sirio Perugia | 25-17, 21-25, 21-25, 20-25       |
| Semifinali - 20 marzo 2004 Pabellón Santiago Martín, Santa Cruz de Tenerife | RC Cannes     | 0 - 3 | Sirio Perugia | 26-28, 17-25, 20-25              |
| Finale - 21 marzo 2004 Pabellón Santiago Martín, Santa Cruz de Tenerife     | Tenerife      | 3 - 2 | Sirio Perugia | 20-25, 25-21, 25-19, 21-25, 15-7 |

## Statistiche

### Statistiche di squadra
| Competizione        | Punti | In casa | In casa | In casa | In trasferta | In trasferta | In trasferta | Totale | Totale | Totale |
| Competizione        | Punti | G       | V       | P       | G            | V            | P            | G      | V      | P      |
| ------------------- | ----- | ------- | ------- | ------- | ------------ | ------------ | ------------ | ------ | ------ | ------ |
| Serie A1            | 41    | 13      | 8       | 5       | 12           | 8            | 4            | 25     | 16     | 9      |
| Coppa Italia        | -     | -       | -       | -       | -            | -            | -            | 2      | 1      | 1      |
| Supercoppa italiana | -     | -       | -       | -       | -            | -            | -            | 1      | 0      | 1      |
| Champions League    | 8     | 3       | 3       | 0       | 3            | 3            | 0            | 8      | 7      | 1      |
| Totale              | -     | 16      | 11      | 5       | 15           | 11           | 4            | 36     | 24     | 12     |

G = partite giocate; V = partite vinte; P = partite perse

### Statistiche dei giocatori
| T. Agüero      | 22 | 316 | 239 | 25 | 52 | 2 | 35 | 33 | 1 | 1 | Statistiche assenti | Statistiche assenti | Statistiche assenti |
| C. Arcangeli   | 19 | -   | -   | -  | -  | 2 | -  | -  | - | - | Statistiche assenti | Statistiche assenti | Statistiche assenti |
| C. Ceppitelli  | 0  | 0   | 0   | 0  | 0  | - | -  | -  | - | - | Statistiche assenti | Statistiche assenti | Statistiche assenti |
| P. Croce       | 25 | 1   | 1   | -  | -  | 2 | -  | -  | - | - | Statistiche assenti | Statistiche assenti | Statistiche assenti |
| C. Di Iulio    | 13 | 60  | 46  | 8  | 6  | 1 | 2  | 2  | 0 | 0 | Statistiche assenti | Statistiche assenti | Statistiche assenti |
| S. Fogalesi    | 5  | 0   | 0   | 0  | 0  | 1 | 0  | 0  | 0 | 0 | Statistiche assenti | Statistiche assenti | Statistiche assenti |
| M. Francia     | 25 | 374 | 297 | 55 | 22 | 2 | 32 | 28 | 4 | 0 | Statistiche assenti | Statistiche assenti | Statistiche assenti |
| S. Gioli       | 24 | 287 | 195 | 74 | 18 | 2 | 14 | 11 | 2 | 1 | Statistiche assenti | Statistiche assenti | Statistiche assenti |
| L. Giombini    | 0  | 0   | 0   | 0  | 0  | - | -  | -  | - | - | Statistiche assenti | Statistiche assenti | Statistiche assenti |
| K. Monteiro    | 12 | 22  | 14  | 5  | 3  | 2 | 3  | 2  | 1 | 0 | Statistiche assenti | Statistiche assenti | Statistiche assenti |
| M. Katić       | 3  | 3   | 0   | 3  | 0  | - | -  | -  | - | - | Statistiche assenti | Statistiche assenti | Statistiche assenti |
| I. Kirillova   | 6  | 22  | 15  | 2  | 5  | - | -  | -  | - | - | Statistiche assenti | Statistiche assenti | Statistiche assenti |
| V. Marletta    | 18 | 46  | 31  | 12 | 3  | 2 | 1  | 0  | 1 | 0 | Statistiche assenti | Statistiche assenti | Statistiche assenti |
| N. Meendering  | 20 | 284 | 253 | 22 | 9  | 2 | 24 | 21 | 3 | 0 | Statistiche assenti | Statistiche assenti | Statistiche assenti |
| K. Ocasio      | 17 | 73  | 53  | 12 | 8  | 0 | 0  | 0  | 0 | 0 | Statistiche assenti | Statistiche assenti | Statistiche assenti |
| D. Świeniewicz | 21 | 224 | 202 | 15 | 7  | 2 | 17 | 17 | 0 | 0 | Statistiche assenti | Statistiche assenti | Statistiche assenti |

P = presenze; PT = punti totali; AV = attacchi vincenti; MV = muri vincenti; BV = battute vincenti